# Igor Gal
Igor Gal (Koprivnica, 20 gennaio 1983) è un ex calciatore croato, difensore.

## Statistiche

### Cronologia presenze e reti in nazionale
| Cronologia completa delle presenze e delle reti in nazionale ― Croazia under 21 | Cronologia completa delle presenze e delle reti in nazionale ― Croazia under 21 | Cronologia completa delle presenze e delle reti in nazionale ― Croazia under 21 | Cronologia completa delle presenze e delle reti in nazionale ― Croazia under 21 | Cronologia completa delle presenze e delle reti in nazionale ― Croazia under 21 | Cronologia completa delle presenze e delle reti in nazionale ― Croazia under 21 | Cronologia completa delle presenze e delle reti in nazionale ― Croazia under 21 | Cronologia completa delle presenze e delle reti in nazionale ― Croazia under 21 |
| Data                                                                            | Città                                                                           | In casa                                                                         | Risultato                                                                       | Ospiti                                                                          | Competizione                                                                    | Reti                                                                            | Note                                                                            |
| ------------------------------------------------------------------------------- | ------------------------------------------------------------------------------- | ------------------------------------------------------------------------------- | ------------------------------------------------------------------------------- | ------------------------------------------------------------------------------- | ------------------------------------------------------------------------------- | ------------------------------------------------------------------------------- | ------------------------------------------------------------------------------- |
| 11-2-2003                                                                       | Sebenico                                                                        | Croazia under 21                                                                | 0 – 0                                                                           | Polonia under 21                                                                | Amichevole                                                                      | -                                                                               | 60’                                                                             |
| 13-2-2003                                                                       | Pola                                                                            | Croazia under 21                                                                | 1 – 0                                                                           | Slovacchia under 21                                                             | Amichevole                                                                      | -                                                                               | 74’                                                                             |
| 2-6-2003                                                                        | Senec                                                                           | Slovacchia under 21                                                             | 1 – 1                                                                           | Croazia under 21                                                                | Amichevole                                                                      | -                                                                               |                                                                                 |
| 18-11-2003                                                                      | Edimburgo                                                                       | Scozia under 21                                                                 | 1 – 0                                                                           | Croazia under 21                                                                | Qual. Europeo Under-21 2004                                                     | -                                                                               | 86’                                                                             |
| 31-3-2004                                                                       | Velika Gorica                                                                   | Croazia under 21                                                                | 0 – 0                                                                           | Turchia under 21                                                                | Amichevole                                                                      | -                                                                               |                                                                                 |
| 27-4-2004                                                                       | Velika Gorica                                                                   | Croazia under 21                                                                | 0 – 2                                                                           | Svezia under 21                                                                 | Amichevole                                                                      | -                                                                               |                                                                                 |
| 18-8-2004                                                                       | Varaždin                                                                        | Croazia under 21                                                                | 0 – 2                                                                           | Israele under 21                                                                | Amichevole                                                                      | -                                                                               |                                                                                 |
| Totale                                                                          |                                                                                 | Presenze                                                                        | 7                                                                               |                                                                                 | Reti                                                                            | 0                                                                               |                                                                                 |